# Condra (Capriasca)
Condra, 989 m s.l.m., è una frazione del comune svizzero di Capriasca, nel Canton Ticino (distretto di Lugano).

## Storia
È stato frazione del comune di Sala Capriasca fino al 2001, quando il comune è stato accorpato agli altri comuni soppressi di Cagiallo, Lopagno, Roveredo, Tesserete e Vaglio per formare il nuovo comune di Capriasca.

## Monumenti e luoghi d'interesse
- Cappella del Sacro Cuore di Gesù, risalente al 1924 e formata da una semplice aula rettangolare, coperta con una volta botte ribassata, caratterizzata da un altare recante la statua lignea di Cristo col cuore coronato di spine, sovrastata da un Crocifisso. Sui lati, al di sopra delle mensolette, vi è un'antica statua lignea dipinta della Madonna col Bambino, mentre sulla destra si erge la statuetta di Santa Teresa di Lisieux mentre tutto il complesso è caratterizzato da piccole vetrate multicolori, opera di Roberto Pasotti del 1995; sul lato ovest si apre la piccola sagrestia[senza fonte];
- Edicola votiva recante l'affresco con San Giuseppe dipinto da Roberto Pasotti nel 1990[senza fonte];
- Statua bronzea di San Nicola di Flüe, opera di Battista De Lorenzi, con la targa commemorativa del 700º della Confederazione elvetica[senza fonte];
- Casa P.A.M. (acronimo di Pia, Antonio e Mario), costruita dall'architetto Mario Chiattone nel 1932 per la sua famiglia[1].